# Henry Broughton Thomson
Pour les articles homonymes, voir Henry Thomson et Thomson.
Henry Broughton Thomson (21 juillet 1870-17 septembre 1939) est un homme politique canadien de la Colombie-Britannique. Il est député provincial conservateur de la circonscription britanno-colombienne de Victoria City de 1907 à 1916.

## Biographie
Né à Newry en Irlande du Nord, Thomson étudie à Bedford en Angleterre. Il s'installe en Colombie-Britannique en 1893 et devient directeur de la Turner, Beeton & Co., of the Colonist Printing & Publishing Co., de la Victoria Transfer Co. Ltd et de la Silicon Brick Lime Co. Ltd., . En 1918, il devient président de la Canadian Food Board.
Il sert comme whip du parti conservateur lors de son passage à l'Assemblée législative de la Colombie-Britannique. 
Thomson meurt à Vancouver en septembre 1939 à l'âge de 69 ans.

## Famille
Ainé de sa famille, il a plusieurs frères dont William Montgomery Thomson (1877-1963) qui est officier supérieur de l'armée britannique, ainsi que Thomas Weldon Thomson qui épouse l'avocate et féministe britannique Gwyneth Marjory Bebb (1889-1921).